# Seznam mest na Irskem
Seznam mest na Irskem.

## Republika Irska
Severna Irska
| # | Mesto      | Mesto               | Leto pridobitve mestnih pravic | Prebivalstvo | Leto |
| # | Angleško   | Irsko               | Leto pridobitve mestnih pravic | Prebivalstvo | Leto |
| - | ---------- | ------------------- | ------------------------------ | ------------ | ---- |
| 1 | Dublin     | Baile Átha Cliath   | 1171                           | 495.781      | 2002 |
| – | Belfast    | Béal Feirste        | 1888                           | 275.000      |      |
| 2 | Cork       | Corcaigh            | 1172                           | 123.062      | 2002 |
| – | Lisburn    | Lios na gCearrbhach | 2002 ‡                         | 110.000      |      |
| – | Derry      | Doire               | 1613                           | 105.066      |      |
| 3 | Galway     | Gaillimh            | 1484                           | 65.832       | 2002 |
| 4 | Limerick   | Luimneach           | 1197                           | 54.023       | 2002 |
| 5 | Waterford  | Port Láirge         | 1171                           | 44.594       | 2002 |
| – | Newry      | Iúr Cinn Trá        | 2002 ‡                         | 30.000       |      |
| 6 | Kilkenny † | Cill Chainnigh      | 1609                           | 8.591        | 2002 |
| – | Armagh     | Ard Mhacha          | 1994                           |              |      |

† Kilkenny ni grofija, medtem ko druga mesta so.
‡ Mesto je prejelo pravice ob 50-ti obletnici vladanja Elizabete II.

## Severna Irska
- Belfast - (1888) (prestolnica) - pop. 275.000
- Derry (1613) - pop. 105.066
- Armagh - (1994 - neuradno veljala za mesto že predhodno)
- Newry (2002) ‡ - pop. 30.000
- Lisburn (2002) ‡ - pop. 110.000

‡ Mesto je prejelo pravice ob 50-ti obletnici vladanja Elizabete II.